# Michele Salvatore Ciociano
Michele Salvatore Ciociano, più conosciuto come Michele Ciociano (Napoli, 21 aprile 1874 – Napoli, 7 gennaio 1944), è stato un mandolinista, compositore e direttore d'orchestra italiano.
Trascrittore e riduttore di opere liriche oltre che virtuoso di clarino, tromba e cornamusa, concertista di mandolino e chitarra, ha scritto per questi strumenti molti brani originali. Noto soprattutto come autore di oltre un centinaio di canzoni napoletane in quella che viene definita epoca d'oro del genere.

## Biografia

### Infanzia e formazione
Michele Salvatore Ciociano nacque a Napoli nel quartiere Avvocata dal musicista Gennaro Ciociano. Ultimo di quattro figli, tre fratelli e una sorella, si scoprì dotato di orecchio musicale assoluto e di una precoce attitudine ad impadronirsi della tecnica di ogni strumento di cui poteva disporre. Il padre lo iniziò ai rudimenti musicali, esibendosi con il bambino nelle residenze della nobiltà partenopea. Nel maggio del 1884 a Miano di Capodimonte, sobborgo medievale oggi quartiere della città di Napoli; in occasione della visita del cardinale Guglielmo Sanfelice, Michele Salvatore Ciociano a soli dieci anni suonò magistralmente in parrocchia l'organo da poco restaurato, inducendo il prelato a patrocinare la sua iscrizione come studente convittore al Real Conservatorio di S. Pietro a Maiella. In quegli anni di formazione si finanziava con concerti di chitarra e mandolino. Pur compositore e pianista specializzato in pezzi classici, non disdegnava di rivestire di sue note anche melodie per la canzone napoletana (la prima di cui si è accertata la data di pubblicazione Neh bella d' 'e belle fu scritta all'età di quindici anni). In quel periodo Michele Salvatore Ciociano avviò una collaborazione con la casa editrice tedesca Askerber di Lipsia, correggendo bozze e trascrivendo e riducendo abilmente opere liriche.

### Periodo inglese
Nel 1896 perfezionò i suoi studi musicali al Conservatorio di Amburgo di Julius von Bernuth, dove si diplomò  in armonia e strumentazione e nello stesso anno si trasferì a Londra nel quartiere di Fulham . Nel mese di dicembre sposò l'artista Maria Amalia del Vecchio (Napoli ? - Tolima 1950), ballerina e maestra di canto dalla quale ebbe due figli, Salvatore Giuseppe (Londra 1898 - ?) e Cesare Augusto (Londra 1899 – Tolima 1951), che divennero entrambi musicisti polistrumentisti avviati dalla madre, già in tenera età, agli studi musicali. A Londra Michele Ciociano assunse lo pseudonimo di George Bright e, radunato un gruppo di orchestrali, tenne concerti al Royal Opera House (in Covent Garden) e nelle sale più prestigiose della capitale britannica. Si era specializzato in temi campestri molto seguiti e apprezzati dal pubblico inglese senza trascurare la marcia sinfonica, genere più adatto alla formazione cameristica che dirigeva. A fine concerto si esibiva spesso come mandolinista e chitarrista con brani di grande impegno tecnico di sua concezione. Alcune sue composizioni per mandolino sono ancora oggi considerate un banco di prova per i concertisti dello strumento. Pur risiedendo a Londra gli impegni professionali portavano Michele Ciociano a spostarsi frequentemente anche per lunghi periodi, durante i quali firmava spesso le sue opere con altri pseudonimi: Emanuel Leòn in Belgio (Liegi) e in Francia (Parigi), M. C. Goldman negli Stati Uniti (New York). Nei primi anni del Novecento il suo matrimonio naufragò e poco prima dello scoppio della Grande Guerra, rientrò in Italia.

### La Canzone Napoletana classica
A Napoli Michele S. Ciociano riallacciò i rapporti col fervente mondo artistico partenopeo che in quegli anni vedeva l'ascesa progressiva e incontrastata della melodia napoletana fino alla sua diffusione planetaria. Avviò una proficua produzione di canzoni napoletane per vari editori, primi fra tutti Bideri ed Izzo col quale ne pubblicò un centinaio. Collaborò con alcuni tra i più valenti poeti dell'epoca : Edoardo Nicolardi (Ammore allero, Suonno doce, Si 'o viento vo', ecc.), Ernesto Murolo (Te ride 'o cielo,...), Libero Bovio (Mpruvvisata, ...). Su testi di Giuseppe Capaldo firmò alcune delle più popolari melodie del periodo come Scetate oj bella che ebbe in Gennaro Pasquariello e Elvira Donnarumma due interpreti d'eccezione. Partecipò con successo a quasi tutte le edizioni della celebre Piedigrotta canora proponendo arie vivaci e talvolta struggenti, sempre in sintonia con la più schietta tradizione popolaresca. I più grandi cantanti dell'epoca incisero le sue canzoni tra le quali Cielo turchino interpretata dall'amico ed estimatore Enrico Caruso.
Ferdinando Russo, presentando Ciociano alla festa di Piedigrotta del 1916, lo definì "musicista di vivido ingegno destinato a dar gloria alla canzone napoletana". Michele Salvatore Ciociano nel 1919, si unì a Ida Del Vecchio (forse imparentata con la prima moglie) dalla quale ebbe sei figli, due maschi e quattro femmine. Morì a Napoli il 7 gennaio del 1944 durante i bombardamenti della Seconda Guerra Mondiale.

## Opere strumentali
Le composizioni concertanti, orchestrali, gli arrangiamenti originali e le canzoni in lingua italiana e lingue estere, sono in larga parte da recuperare per il carattere cosmopolita dell'artista. Le uniche citate sono quelle note in bibliografia o reperite in fonte primaria da archivi privati degli eredi.
- Andante religioso. Organ imitation, mandolino solo (M. S. Ciociano) - London 1908 John A. Turner pub
- Imitation Septette, mandolino solo (M. S. Ciociano) - London 1912 John A. Turner pub
- Le Village (Printemps), mandolino solo (M. S. Ciociano) - London 1908 John A. Turner pub
- Il Maestro e lo scolaro, mandolino solo (M. S. Ciociano) 1912 ca - unpublished
- La lingua delle donne...(polka caratteristica), duo chitarra e mandolino (M. S. Ciociano) 1906 ca - unpublished
- Morenita (La), tango per pianoforte (M. S. Ciociano) - Napoli R. Izzo 1914[14]
- Petit Fantasie from "Il Trovatore" (Verdi), mandolino solo (M. S. Ciociano) - London 1912 John A. Turner pub
- Scena Campestre. Sinfonia, mandolino solo (M. S. Ciociano) - London 1901 John A. Turner pub
- Serenade (Gounod), arranged mandolino solo by M. S. Ciociano - London 1908 - Turner

## Canzoni
Tra quelle in lingua italiana:
- Avanti, giovinezza! [1939] inno dei legionari fiumani per canto e pianoforte (Tonacci R. / M. S. Ciociano) – R. Izzo1939[15]
- Visione [1915] (M.A. Mancini, M.S. Ciociano) Napoli - Raffaele Izzo, 1915[16]

Tra quelle in lingua napoletana:
- 'A canzona nosta (Capaldo/ M. S. Ciociano) – Izzo Napoli Piedigrotta 1913
- 'A cartella
- A Maria... (serenata) [1936] (Caturano A. / M. S. Ciociano) Napoli - f.lli de Marino, 1936[17]
- 'A matassa
- 'A scatulella [1920] (F. Romano / M. S. Ciociano) Paris - Durand 1921
- Accussì vò Pusilleco (E.R. Marchioni / M. S. Ciociano)- Napoli - R. Izzo, Nov. 1, 1920[18]
- Ammore allero (tarantella luciana) [1916] (di E. Nicolardi/ M. S. Ciociano) – Izzo 1916
- Ammore vero
- Cantano ll'usignuole [1916] (Capaldo/ M. S. Ciociano) – Izzo Napoli Piedigrotta 1916
- Canzone a Pusilleco
- Cielo Turchino [1914] (Capaldo/ M. S. Ciociano) – Izzo Napoli Piedigrotta 1914 – interprete Enrico Caruso,
- Comme s'aspetta 'o sole (Capaldo/ M. S. Ciociano) – Izzo Napoli Piedigrotta 1914
- Core 'ncampagna
- Denare e niente cchiù[1929] (di P. Caggiano/ M. S. Ciociano) – Izzo 1929
- Dimmelo tu
- Dincello tu
- 'E primme rose
- 'E sunature 'e mandulino [1915] (Capaldo/ M. S. Ciociano) - Izzo Napoli Piedigrotta 1915[19]
- Fenesta affatturata
- Iammo a vedé Littoria... [1935]: (Capuzzi E. / M. S. Ciociano)Napoli : F.lli De Marino, 1935[20]
- Int'a vennegna [1920] (di Nicola De Sortis/ M. S. Ciociano) - Bideri
- Lucia
- Luntano 'a mamma mia
- Mammeta adda' sapé (Capaldo/ M. S. Ciociano) – La Canzonetta – Napoli Piedigrotta 1919
- Matenata 'e vase (Capaldo/ M. S. Ciociano) – Curci Milano 1919
- Mo ca durmenno staie... (Capaldo/ M. S. Ciociano) – Piedigrotta 1916
- Mpruvvisata [1918] (L. Bovio / M. S. Ciociano) – Napoli, La Canzonetta, Piedigrotta 1918
- Neh bella dé belle [1889](Morelli V./ M. S. Ciociano ) Napoli - G. Orlandini, 1889[21]
- Nfamità [1916] (di G. Camerlingo/ M. S. Ciociano) – Italian Book NY 1921
- Notte a Surriento
- Novena all'ammore
- Nun ce pigliammo pena!.. (Capaldo/ M. S. Ciociano) – Izzo Napoli Piedigrotta 1914
- Nun m' 'a fa sunnà
- Nun torna cchiù
- Nzuonno
- 'O mare 'e Pusilleco [1913] (Capaldo/ M. S. Ciociano) - Izzo Napoli Piedigrotta 1913
- P' 'o mare 'e Surriento
- Passiona campagnola
- Pè vedé 'o Paraviso
- Pizzeche e fuje
- Poco poco
- Raggio 'e sole
- Scetate oj bella [1913] (Capaldo/ M. S. Ciociano) – edz Izzo Napoli Piedigrotta 1913[22]
- Sciampagnaria [1922] (di Ragosta/ M. S. Ciociano),
- Serenata a 'nu sposo
- Serenata bella
- Serenatella a Maria
- Si 'o viento vò... (di E. Nicolardi/ M. S. Ciociano) – Izzo,
- Sotto ' a luna e sotto 'e stelle
- Stelle 'e Napule [1927] (di Russo/ M. S. Ciociano) – interprete Gennaro Pasquariello,
- Suonno 'e felicità [1913] (Capaldo/ M. S. Ciociano), Izzo Napoli Piedigrotta 1913
- Suonno 'ncampagna
- Suonno doce (di E. Nicolardi/ M. S. Ciociano) – Izzo
- Tarantella fine 'a ghiuorno! [1893] ( Stoppelli V. / M. S. Ciociano ) Napoli - Giuseppe Orlandini, Piedigrotta 1893[23]
- Tarantella squarciona
- Te ride 'o cielo [1915] (di E. Murolo / M. S. Ciociano) – Napoli R. Izzo 1915[24]
- Tenuta affatturata
- Tormento ardente
- Torna mbraccio a me! [1916] (Capaldo/ M. S. Ciociano) – Izzo Piedigrotta 1916
- Uocchie blu
- Varca 'e Pusilleco [1918] (di B. U. Netti / M. S. Ciociano) – Izzo Piedigrotta 1918
- Velivoli' Velivola' [1919] (Capaldo/ M. S. Ciociano), Curci Milano Piedigrotta 1919
- Vienece vié
- Vocca rossa

### Fonti manoscritte
- London General Marriages and Births register Office
- Archivio della Parrocchia di M. SS. Assunta in Miano di Capodimonte - fondo : reg. Parrocchiali,
- Archivio Storico Diocesano di Napoli (ASDN) fondo Sante Visite
- Archivio di Stato di Napoli,
- Archivi privati familiari Gutiérrez Ciociano – Cardone Ciociano - Grimaldi Ciociano.

| Controllo di autorità | VIAF (EN) 4160150749007516420002 · ISNI (EN) 0000 0004 6342 2948 · SBN CUBV043148 · BNF (FR) cb13791339r (data) |